# René Berthelot (Du Parc)
René Berthelot, med artistnamnen Du Parc och Gros René, död 1664, var en fransk skådespelare.
Han var engagerad vid Troupe de Molière mellan 1647 och 1664.